# Borov trohnobnež
Borov trohnobnež (znanstveno ime Heterobasidion annosum) je gliva iz rodu trohnobnežev (Heterobasidion).

## Značilnosti
Klobuk je nepravilno poličaste oblike in je pogosto valovito upognjen. Na podlago je pritrjen bočno. Premer je od 5 do 10 cm. Površina je mat in tvori tanko, grudasto in neenakomerno skorjo, ki je rdeče rjave do skoraj črno rjave barve na osrednjem delu. Rob rasti je bel. Rastejo posamično ali pa v skupinah, kjer so posamezne gobe skupaj zraščene v dniščih.
Trosovnica je sestavljena iz cevk, ki so belo krem barve in so pri starejših primerkih v več plasteh. Posamezne pore so okrogle in zelo drobne in v premeru merijo od 0,2–0,4 mm.
Meso je svetle lesene barve in debelo od 0,5 do 3 cm. Ima sladkoben vonj.

## Razširjenost in življenjski prostor
Pojavlja se v iglastih in mešanih gozdovih, tako na odmrlem lesu kot na živih drevesih. Raste predvsem na boru in na njemu povzroča rdečo trohnobo iglavcev. Gobe rastejo nizko v talnem delu debla, na koreninskih vratih dreves, na štorih ali na koreninah, ki štrlijo nad tlemi. Prisotnost gob kaže, da je drevo že zelo gnilo ali mrtvo, le redko jih lahko vidimo na živih drevesih, vendar njihov pojav vedno pomeni neizogibno smrt drevesa.

## Mikroskopske značilnosti
Trosni odtis je bele barve. Trosi so okroglo elipsasti, drobno pikčasti, neamiloidni in merijo 5–6 x 4–5,5 μm.
Gliva tvori tudi konidije, nespolne trose, ki se pojavljajo v nespolni fazi in nastajajo na mikroskopskih nosilcih, ki izbruhnejo skozi površino gostiteljskega drevesa.

## Podobne vrste
- smrekov trohnobnež (Heterobasidion parviporum) raste na smrekah
- jelov trohnobnež (Heterobasidion abietinum) raste na jelkah
- smrekova kresilača (fomitopsis pinicola) ima oranžen rob klobuka

## Uporabnost
Neužiten.

## Galerija slik
- površina klobuka
- trosovnica